# Región de Atsimo-Andrefana
Atsimo Andrefana es una región de Madagascar. Limita con las regiones de Menabe en el norte, Amoron'i Mania y Haute Matsiatra en el noreste, Ihorombe y Anosy en este y Androy en el sureste. La capital es Toliara y la población se estimaba en 1.018.500 en 2004. Atsimo Andrefana es la mayor de todas las regiones de Madagascar, con una superficie de 66.236 kilómetros cuadrados.

## Distritos
Cuando se disolvieron las provincias de Madagascar en 2009, que se pasó a las 22 existentes, se convirtió en la división administrativa de primer nivel del país. La región está dividida en nueve distritos (población estimada en julio de 2014):
- Distrito de Ampanihy Ouest 318,583
- Distrito de Ankazoabo 67,338
- Distrito de Benenitra 39,766
- Distrito de Beroroha 46,948
- Distrito de Betioky Atsimo 210,899
- Distrito de Morombe 120,352
- Distrito de Sakaraha 116,146
- Distrito de Toliara I 160,958
- Distrito de Toliara II 271,467

## Parques nacionales
En Atsimo-Andrefana se encuentran los siguientes Parques nacionales:
- Beza Mahafaly Reserve
- Parque nacional de Zombitse-Vohibasia
- Parque nacional de Tsimanampetsotsa
- Parque nacional de Kirindy Mitea